# John Seely Brown
Pour les articles homonymes, voir Brown.
John Seely Brown (né le 24 avril 1940,), également connu sous le nom de « JSB », est un chercheur spécialisé dans les implications organisationnelles des activités assistées par ordinateur.

## Enfance et études
John Seely Brown est né en 1940 à Utica, New York.
Brown a obtenu de l'Université Brown en 1962 son bachelier en physique et en mathématiques. Il a obtenu son master en 1964 puis un doctorat de l'Université du Michigan en informatique et en sciences de la communication en 1970.

## Carrière
Ses intérêts de recherche incluent la gestion de l'innovation radicale, la culture numérique, l'informatique ubiquitaire, l'informatique autonomique et l'apprentissage organisationnel. Il a donné son nom au Symposium John Seely Brown sur la technologie et la société, organisé à la School of Information de l'Université du Michigan. Le premier symposium JSB en 2000 comprenait une conférence du professeur de droit de Stanford, Lawrence Lessig, intitulée « Architecting Innovation » et une table ronde, « Les implications des logiciels libres », avec Brown, Lessig et le professeur Michael D. Cohen. Le séminaire a ensuite eu lieu en 2002, 2006 et 2008, puis chaque année.
Il a occupé plusieurs postes et rôles, notamment :
- Coprésident indépendant du Deloitte Center for Edge Innovation[6]
- Chercheur principal, Annenberg Center for Communication à l' USC
- Scientifique en chef de Xerox Corporation (1992 – avril 2002)
- Directeur du centre de recherche Xerox PARC (1990 – juin 2000)
- Cofondateur de l'Institut de recherche sur l'apprentissage
- Membre du conseil d'administration de plusieurs sociétés, dont Amazon[7], Corning, MacArthur Foundation et Polycom
- Membre du conseil consultatif de plusieurs entreprises privées, dont Innovation Exchange et H5
- Ancien membre du conseil d'administration d'In-Q-Tel[8]

## Distinctions
- Médaille IRI de l'Institut de Recherche Industrielle, mai 1999
- Docteur honoris causa en sciences de l'Université Brown, mai 2000 [9]
- Docteur honoris causa en sciences économiques de la London Business School, juin 2001
- Docteur honoris causa en lettres de la Claremont Graduate University, mai 2004
- Docteur honoris causa en sciences de l'Université du Michigan, avril 2005
- Docteur honoris causa en systèmes d'information de la Singapore Management University, juillet 2013[5]
- Docteur honoris causa en lettres de l'Université d'État de l'Arizona, mai 2015
- Fellow du Design Futures Council
- Docteur honoris causa en lettres  du Rochester Institute of Technology, mai 2019

## Publications
Plus de 100 articles dans des revues académiques, dont :
- John Seely Brown, Douglas Thomas, A New Culture of Learning: Cultivating the Imagination for a World of Constant Change, CreateSpace 2011.
- John Seely Brown, Foreword, in: Toru Iiyoshi M.S. Vijay Kumar, Opening Up Education: The Collective Advancement of Education through Open Technology, Open Content, and Open Knowledge, The MIT Press 2010.  (ISBN 9780262515016).
- John Seely Brown, John Hagel III, Lang Davison, The Power of Pull: How Small Moves, Smartly Made, Can Set Big Things In Motion, Basic Books 2010.  (ISBN 9780465019359).
- John Seely Brown, John Hagel III, How World Of Warcraft Promotes Innovation; in: Willms Buhse/Ulrike Reinhard: Wenn Anzugträger auf Kapuzenpullis treffen (When Suits meet Hoodies), whois-Verlag 2009.  (ISBN 9783934013988).
- John Seely Brown, John Hagel III, The Only Sustainable Edge: Why Business Strategy Depends On Productive Friction And Dynamic Specialization, Harvard Business Review Press 2005.  (ISBN 9781591397205).
- John Seely Brown, Stephen Denning, Katalina Groh, Laurence Prusak, Storytelling in Organizations: Why Storytelling Is Transforming 21st Century Organizations and Management, Butterworth-Heinemann 2004.  (ISBN 9780750678209).
- John Seely Brown, John Hagel III, Out of The Box: Strategies for Achieving Profits Today and Growth Tomorrow Through Web Services, Harvard Business Press 2002.  (ISBN 9781578516803)
- John Seely Brown, Paul Duguid, The Social Life of Information, Harvard Business Review Press 2000.  (ISBN 9780875847627).
- John Seely Brown (Ed.), Seeing Differently: Insights on Innovation, Harvard Business Press 1997.  (ISBN 9780875847559)
- John Seely Brown, Research that Reinvents the Corporation, Harvard Business Review 1991.
- John Seely Brown, D. Sleemann (Eds.), Intelligent Tutoring Systems, Academic Press 1982.  (ISBN 9780126486810)